# Cornelia Primosch
Cornelia Primosch (* 22. September 1979 in Wels, Oberösterreich) ist eine österreichische Journalistin. Seit Juli 2019 ist sie Auslandskorrespondentin des ORF in Paris, zuvor war sie ab August 2017 ORF-Korrespondentin in London und ab 2010 in Brüssel.

## Leben
Cornelia Primosch besuchte die Volksschule und AHS-Unterstufe in Klagenfurt und maturierte im Jahr 1998 an der Kärntner Tourismusschule in Villach. Von 1998 bis 1999 studierte sie Medien- und Kommunikationswissenschaften und von 2001 bis 2007 Deutsche Philologie an der Universität Klagenfurt. 2002 absolvierte sie ein Auslandssemester an der Kansai Gaidai University in Osaka, Japan. Von 2008 bis 2009 studierte sie Deutsche Philologie an der Universität Wien, wo sie ihr Studium mit einer Diplomarbeit zum Thema Moralische Grenzgänge – Tabubrüche und Subversion in Dorothea Mendelssohn-Veits Roman „Florentin“ abschloss.
Von 1998 bis 2005 arbeitete sie für das ORF-Landesstudio Kärnten, vom Frühjahr 2005 bis Herbst 2006 war sie ORF-Korrespondentin in Paris. Von 2006 bis 2009 war sie im Innenpolitik- und EU-Ressort für die Nachrichtensendung Zeit im Bild tätig. Von Jänner 2010 bis Juli 2017 war sie ORF-Korrespondentin in Brüssel. Mit 1. August 2017 wechselte Cornelia Primosch als Nachfolgerin von Bettina Prendergast als ORF-Auslandskorrespondentin nach London.
Mit 1. Juli 2019 übernahm Primosch das nach dem Tod von Eva Twaroch vakante Korrespondentenbüro in Paris. In London folgte ihr Eva Pöcksteiner nach. Für ihre Tätigkeit wurde Cornelia Primosch 2019 als „Außenpolitik-Journalistin des Jahres“ vom österreichischen Branchenmagazin Der Österreichische Journalist ausgezeichnet.